# Abapeba lacertosa
Abapeba lacertosa är en spindelart som först beskrevs av Simon 1897.  Abapeba lacertosa ingår i släktet Abapeba och familjen flinkspindlar. Inga underarter finns listade i Catalogue of Life.